# SR-25狙擊步槍
SR-25是一款由尤金·斯通纳设计、奈特軍械公司生產的半自动精確射手步槍。該槍為AR-10自動步槍的衍生型，發射7.62×51毫米NATO步槍子彈，運用直接導氣及轉拴式槍栓工作原理。

## 歷史
1990年代初，史通納加入了奈特軍械公司並繼續改進AR-10，得出的結果為SR-25（25為AR-10和AR-15的數字相加而來）。SR-25運用了來自M16A2的部份設計原素，兩者不少零件能夠互換。SR-25的早期版本於1990年代初推出，配備24寸長（610毫米）的重型自由浮動式比賽級槍管及玻璃纖維製成的護木。機匣為平頂式設計，頂部設有用於安裝瞄準鏡的皮卡汀尼導軌，扳機為比賽級的兩段式設計。其槍栓座筒則類似於AR-10，上方鍍銘並設有擊針固定銷。該槍是專為發射168格令（10.9克）的尖頭比賽級子彈而設計，精度達到1角分或以下。 SR-25的供彈具為專用的20發彈匣，但也有其他容量可供選擇；及後其彈匣不只獲其他AR-10型（半）自動步槍生產商沿用，連多款非AR-10的7.62×51毫米NATO口徑步槍如IWI塔沃爾7戰鬥步槍亦用作其供彈具。
不久，美國特種作戰司令部（USSOCOM）對SR-25表現出興趣，認為其比起栓動式狙擊步槍有著更迅速的應變火力及更高的載彈量。經過少許改良後，SOCOM於2000年5月正式以“Mk 11 Mod 0”的名義採用SR-25。改進的地方包括改用了較短的20寸（510毫米）槍管，可發射M118和M118LR 7.62×51毫米NATO子彈，同時設有一個抑制器座用以安裝快拆式抑制器。另改用了11.35寸（288毫米）的皮卡汀尼導軌護木以容許使用者安裝各種配件，隨槍附送Harris旋轉底座兩腳架。Mk 11採用的標準瞄具為Leupold Mark 4狙擊鏡，同時設有摺疊式前準星和可調整的備用機械瞄具，以及來自M16A2的槍托和手槍握把。
2005年，KAC公司贏得了美國陸軍半自動狙擊步槍招標（XM110 SASR），將改良版本的MK11演變為M110半自動狙擊手系統（M110 SASS）。
伊拉克戰爭期間，美國海軍陸戰隊訂購了一批使用M110上機匣的Mk 11，並命名為“Mk 11 Mod 1”，可是不久便被M110（命名為“Mk 11 Mod 2”）所取代。
自2011年中旬開始，SOCOM開始以Mk 20狙擊支援步槍取代特種作戰部隊裝備的Mk 11，並已於2017年全面淘汰後者。另一方面，美國海軍陸戰隊也自2011年末開始以Mk 11 Mod 2取代Mk 11 Mod 0。

## 使用國

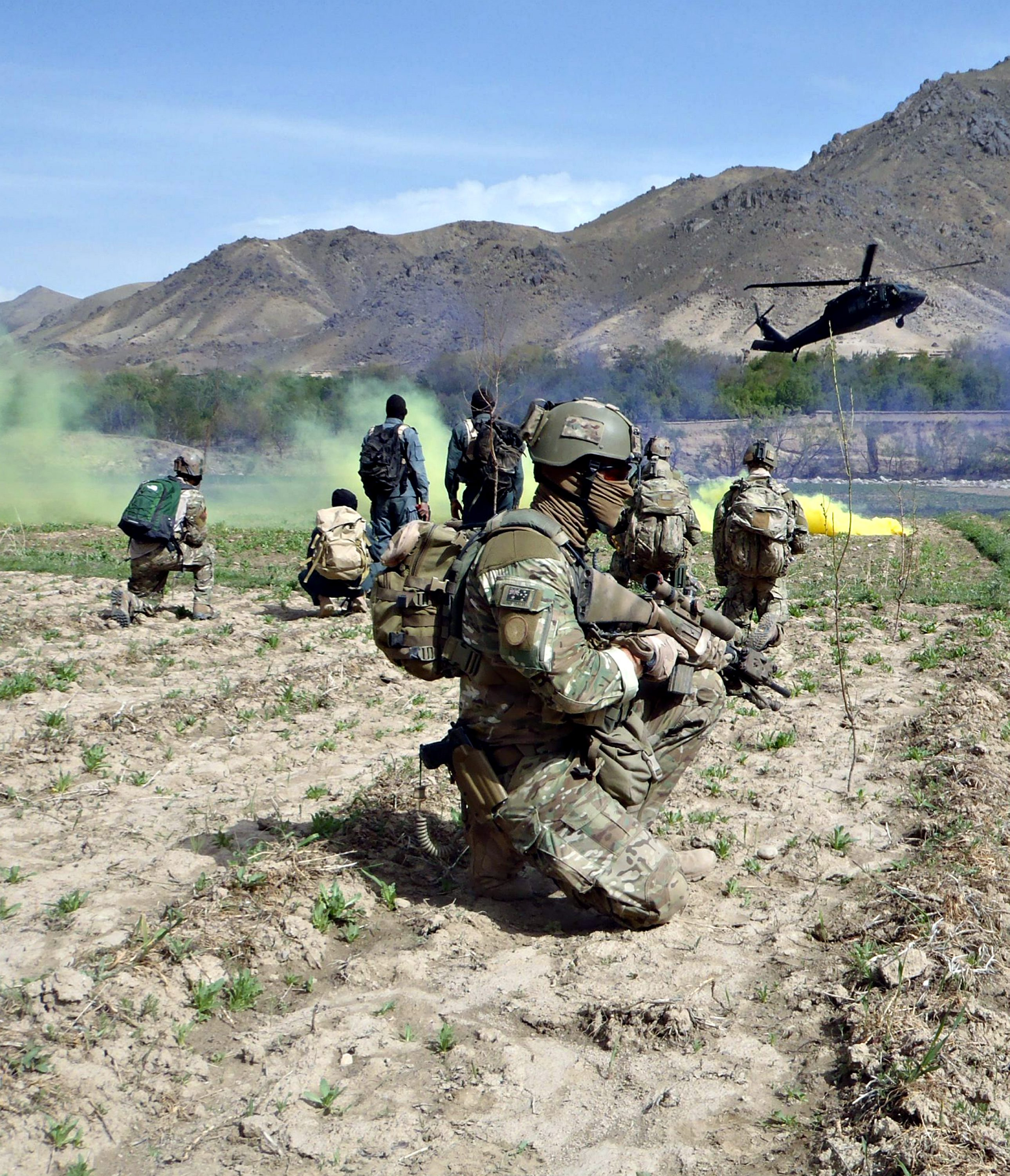
手持SR-25的澳洲士兵

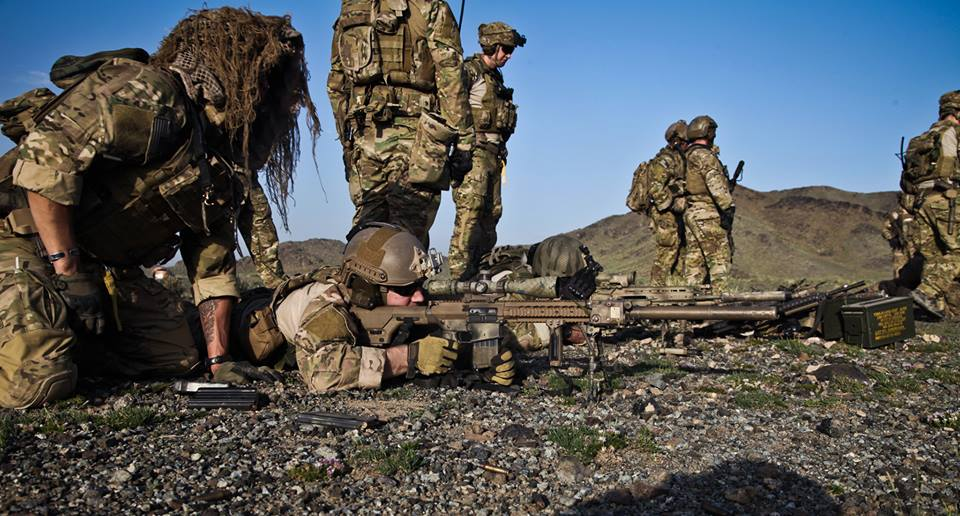
第75游騎兵團的隊員使用Mk 11

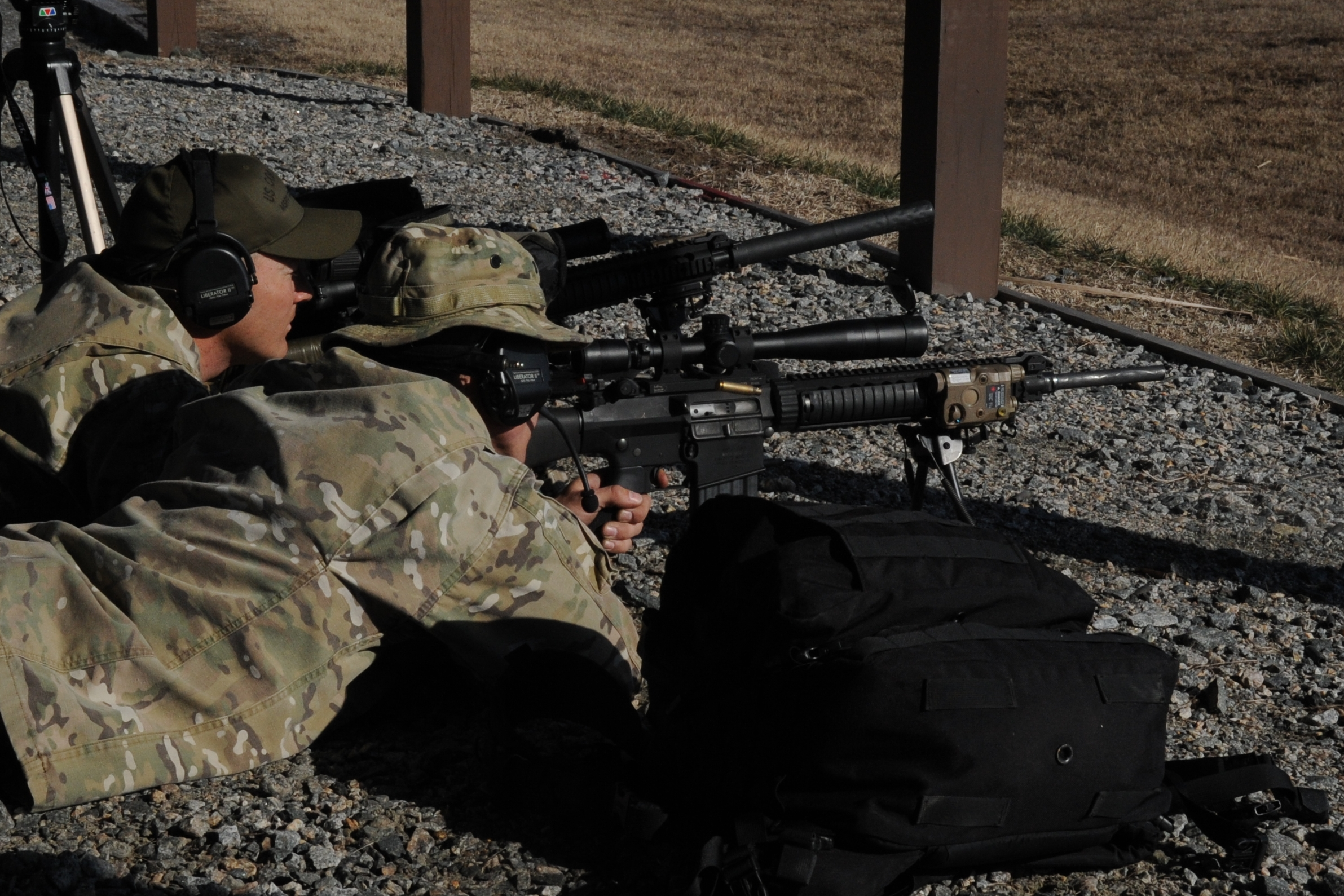
海上保安應變隊的狙擊手使用SR-25

- - 澳洲國防軍
  - 部分地區的警察戰術群（英语：Police Tactical Group）
- - 達卡市警察廳（英语：Dhaka Metropolitan Police）特種武器和戰術隊伍（英语：SWAT (Bangladesh)）
- 哥伦比亚
  - 哥倫比亞軍隊（英语：Military Forces of Colombia）特種部隊
- 丹麦
  - 丹麥國防軍特種部隊
- 希腊
  - 希臘警察特別壓制反恐單位（英语：Special Suppressive Antiterrorist Unit (Greece)）
- 香港
  - 香港警務處特別任務連
- 以色列
  - 以色列國防軍
  - 以色列國境警察特勤隊
- 義大利
  - 義大利陸軍第9傘降突擊團（英语：9th Paratroopers Assault Regiment "Col Moschin"）
- 马来西亚
- 挪威
  - 挪威國防軍
- 新西兰
- 菲律賓
  - 菲律賓武裝部隊
  - 菲律賓國家警察特別行動部隊（英语：Special Action Force）
- 波蘭
  - 波蘭武裝部隊行動應變及機動組
- - 大韓民國海軍特戰戰團
  - 國防情報本部
- 泰國
  - 泰國皇家軍隊
- 突尼西亞
- 土耳其
  - 土耳其武裝部隊總參謀部（英语：General Staff of the Turkish Armed Forces）特種部隊司令部（英语：Special Forces Command (Turkey)）
- 美国
  - 美國特種作戰司令部（命名為Mk 11 Mod 0）
    - 美國陸軍第75游騎兵團（已退役）
    - 美國海軍三棲特戰隊（已退役）
    - 美國空軍特種作戰司令部（已退役）
    - 美國陸軍第1特種部隊D作戰分遣隊（包括衍生型SR-25K）
    - 美國海軍特種作戰開發群（已退役）

  - 美國海軍陸戰隊（命名為Mk 11 Mod 0）
  - 美國海軍（命名為Mk 11 Mod 0）
  - 美國海岸防衛隊
  - 美國特勤局反狙擊隊
  - 聯邦調查局
  - 部份地方警察局
- 葉門

## 流行文化

### 電影
- 2014年—《美國狙擊手》：卡其色塗裝並裝上狙擊鏡，由克里斯·凱爾（布萊德利·庫柏飾演）及杜比爾（凱文·洛茲飾演）所使用。
- 2025年—《戰役》：型號為Mk 11 Mod 0，裝有狙擊鏡，由海豹部隊成員艾略特·米勒（柯斯莫·賈維斯飾演）及弗蘭克（泰勒·約翰·史密斯飾演）所使用。

### 電視劇
- 《生死狙擊》：卡其色塗裝並裝上狙擊鏡，回憶情節中由主角鮑勃·李·斯瓦格（瑞恩·菲利普飾演）所使用。
- 2021年——《魷魚遊戲》：裝上抑制器，在第一集「一二三木頭人」遊戲被用以當場槍斃“木偶”喊完倒數回頭望時移動、或未按時完成的參賽者，奇怪地抑制器無法抑制槍聲。

### 電子遊戲
- 2007年—《穿越火线》：命名为“Knight SR-25”，配備狙擊鏡，以20发弹匣供彈，在商店内以CF点作时限购买。拥有两种改进型号“SR-25-SS”以及“神罚”：
  - “SR-25-SS”在原枪的基础上使用了黑红相间的机械朋克风格涂装，加装了消音器以及附带斜向战术导轨的狙击镜，狙击镜战术导轨上安装机械瞄具，以25发弹匣供彈。在游戏中点击一次右键使用狙击镜，再次点击右键则会使用机械瞄具。在商店内以CF点作时限购买。
  - “神罚”在原枪的基础上使用了橙红色涂装，加装了消音器以及M320榴弹发射器，以25发弹匣供彈。在挑战模式当中不使用狙击镜时的射击精度提升至自动步枪级别，同时可以进行充能，充能完毕后按主武器键可以切换为M320榴弹发射器，1发装填于膛室内并拥有5发备用榴弹。可使用25800CF点购买并永久使用。
- 2007年—《战地之王》
- 2010年—《榮譽勳章》：被誤稱為「M110」，使用卡其色槍身，裝上狙擊鏡和抑制器。只在單人模式登場，由AFO狼群所屬三角洲部隊幹員“髒人”和“杜斯”所使用，奇怪地會於2002年出現。
- 2011年—《3》：型號為Mk 11 Mod 0，奇怪地射擊選擇桿長期地設定在「保險」位置，歸類為特等射手步槍，載彈量20+1發，單人模式中由美國海軍陸戰隊「盲流1-3」所使用。聯機模式中為美、俄兩方偵察兵的解鎖武器，預設配備機械瞄具。
- 2013年—《4》：型號為Mk 11 Mod 0，奇怪地射擊選擇桿長期地設定在「保險」位置，歸類為特等射手步槍，載彈量20+1發，單機模式中能夠由主角丹尼爾·雷克（Daniel Recker）所使用，也由其隊友帕克（Pac）所使用。聯機模式中為所有兵種的解鎖武器，預設配備機械瞄具。
- 2015年—：型號為SR-25增強型戰鬥卡賓槍，命名為「SR-25 ECC」，歸類為半自動狙擊步槍，載彈量20+1發，預設裝上ACOG光學瞄準鏡，能夠由執法機關專業人士（Professional）所使用（罪犯解鎖條件為：以任何陣營進行遊戲使用該槍擊殺1,250名敵人後購買武器執照），價格為$40,200。可加裝各種瞄準鏡（機械瞄具、反射、眼鏡蛇、全息瞄準鏡（放大1倍）、PKA-S（放大1倍）、Micro T1、SRS 02、Comp M4S、M145（放大3.4倍）、PO（放大3.5倍） 、ACOG（放大4倍）、PSO-1（放大4倍）、IRNV（放大1倍）、FLIR（放大2倍）、TA 648（放大6倍）、PKS-07（放大7倍）、步槍瞄準鏡（放大8倍）、獵人（放大14倍））、附加配件（傾斜式機械瞄具、傾斜式紅點鏡、延長彈匣（增至25+1發） 、電筒、戰術燈、激光瞄準器、穿甲曳光彈）、槍口零件（制退器、補償器、重槍管、抑制器、消焰器）及握把（垂直握把、粗短握把、直角握把）。單人模式當中則能夠由主角尼古拉斯·門多薩所使用。
- 2015年—：型號為Mk 11 Mod 0，預設配備機械瞄具，由海豹部隊幹員所使用。
- 2015年— Roblox (機器磚塊) 平台的遊戲《Phantom Forces》中以 "MK11" 命名 作為"DMR" 供玩家使用
- 2017年—：型號為SR-25 ECC，預設配備狙擊鏡，命名為“ES-25”。
- 2017年—：型號為SR-25 E2 CC M-LOK，歸類為特等射手步槍，命名為「Knight's Armament Company SR-25 7.62x51」，可以從Peacekeeper LL3信用度下以美金購買原裝的槍支，也可以從Scav Raiders身上掠奪，值得一提的是Raiders身上的通常配備了沙色塗裝的ELCAN SpecterDR光學瞄準鏡，MFT BUS款的槍托以及馬格普工業公司的M-LOK款直角前握把。槍管可以選用16吋或20吋，手槍握把以及槍托改裝與AR-15/M4A1系列相通。
- 2022年—《決勝時刻：現代戰爭II 2022》：第三季實裝，命名為“Tempus Torrent”。
- 2024年—《決勝時刻：黑色行動6》：命名為“DM-10”。

## 外部連結
- （中文）—槍炮世界—SR-25步枪系列（页面存档备份，存于）